# Tournoi britannique de rugby à XV 1900
Navigation
Tournoi 1899 Tournoi 1901
Le tournoi britannique de rugby à XV 1900 s'est joué du 6 janvier au 17 mars 1900. Il est remporté avec la Triple couronne par le pays de Galles pour la seconde fois après celle de 1893.

## Classement
| Rang | Nations        | J | V | N | D | PP | PC | Δ   | Pts |
| ---- | -------------- | - | - | - | - | -- | -- | --- | --- |
| 1    | Pays de Galles | 3 | 3 | 0 | 0 | 28 | 6  | +22 | 6   |
| 2    | Angleterre     | 3 | 1 | 1 | 1 | 18 | 17 | +1  | 3   |
| 3    | Écosse         | 3 | 0 | 2 | 1 | 3  | 12 | -9  | 2   |
| 4    | Irlande (T)    | 3 | 0 | 1 | 2 | 4  | 18 | -14 | 1   |

- Attribution des points de classement (Pts) :
2 points pour une victoire, 1 point en cas de match nul, rien pour une défaite.
- Le pays de Galles, vainqueur de la compétition, a les meilleures attaque et défense (et donc la plus grande différence de points).

## Résultats
Tous les matches se jouent un samedi :
| 06 janvier 1900, Kingsholm Stadium, Gloucester | Angleterre     | 03 - 13 | Pays de Galles |
| 027 janvier 1900, St.Helen's, Swansea          | Pays de Galles | 12 - 3  | Écosse         |
| 03 février 1900, Athletic Ground, Richmond     | Angleterre     | 15 - 4  | Irlande        |
| 024 février 1900, Lansdowne Road, Dublin       | Irlande        | 00 - 0  | Écosse         |
| 010 mars 1900, Inverleith, Édimbourg           | Écosse         | 00 - 0  | Angleterre     |
| 017 mars 1900, Balmoral Showgrounds, Belfast   | Irlande        | 00 - 3  | Pays de Galles |